# Književnost u 731.
◄◄ | ◄ | 728. | 729. | 730. | 731.  | 732. | 733. | 734. | ► | ►►
Astronomija • Književnost • Kršćanstvo • Pravo • Promet
Književnost u 731.

## Svijet

### Književna djela
- Dovršena Historia ecclesiastica gentis Anglorum.

## Vanjske poveznice
|  | Zajednički poslužitelj ima još gradiva o temi Književnost u 731. |